# Les Boules
Les Boules est un village canadien de 400 habitants fondé en 1952 situé dans la région administrative du Bas-Saint-Laurent dans l'Est du Québec. Le village fait partie, depuis le 4 juillet 2002, de la municipalité de Métis-sur-Mer.

## Toponymie
Le toponyme « Les Boules » vient de la forme arrondie des rochers qui se trouvent dans le fleuve Saint-Laurent à cette hauteur. La paroisse des Boules se nomme Notre-Dame-de-la-Compassion. Sur d'anciennes cartes géographiques, on peut aussi lire le toponyme de La Boule pour identifier cet endroit.

## Géographie
Le village des Boules est situé sur la rive sud du fleuve Saint-Laurent à 370 km au nord-est de Québec et à 330 km à l'ouest de Gaspé. Les villes importantes près des Boules sont Mont-Joli à 30 km et Rimouski à 55 km au sud-ouest ainsi que Matane à 40 km au nord-est. Le village forme depuis 2002 la partie nord-est de Métis-sur-Mer et est bordé à l'est par Baie-des-Sables.
Le territoire des Boules couvre une superficie de 34 km2. Le sous-sol de ce territoire date de l'époque du Cambrien et de l'Ordovicien. Il est composé d'un mélange, nommé le mélange de Cap-Chat, de grès, de mudrock et de calcaire.
La municipalité de Métis-sur-Mer dont fait partie le village des Boules est située dans la municipalité régionale de comté de La Mitis dans la région administrative du Bas-Saint-Laurent dans la province de Québec. Le village des Boules est situé à l'extrémité nord-ouest de La Mitis et fait partie de la circonscription provinciale de Matapédia et de la circonscription fédérale de Haute-Gaspésie—La Mitis—Matane—Matapédia.
La paroisse des Boules, Notre-Dame-de-la-Compassion, fait partie de l'archidiocèse de Rimouski, plus précisément de la région pastorale de La Mitis. Le village fait partie de la région touristique de la Gaspésie.

## Démographie
| Année | Nombre d'habitants |
| ----- | ------------------ |
| 1991  | 397                |
| 1996  | 410                |
| 2001  | 412                |
| 2006  | 400                |

La population du village était de 400 habitants en 2006 et de 412 habitants en 2001. Ce qui correspond à une décroissance de 2,9 %. Toute la population des Boules a le français en tant que langue maternelle et 2,7 % ont aussi l'anglais en tant que langue maternelle. De plus, 26 % de la population maîtrise les deux langues officielles du Canada.

Distribution de l'âge en 2006

30,8 % de la population âgée de 15 ans et plus des Boules n'a aucun diplôme. 30,9 % de cette population n'a que le diplôme d'études secondaires ou professionnelles. De plus, 10,3 % a un diplôme d'études universitaires. Toute la population a effectué ses études à l'intérieur du Canada.

## Histoire
Le village fut fondé en 1952. En 1954, le gouvernement provincial de Québec a fait installer quatre câbles électriques dans le fleuve Saint-Laurent afin de transporter l'électricité à partir de la péninsule de Manicouagan sur la Côte-Nord jusqu'à Murdochville en passant par Les Boules. Le plus gros navire câblier au monde, le  Monarch de la Royal Mail, nolisé par Hydro-Québec, installe 4 câbles de 8.25 centimètres (3.25 pouces) de diamètre distancés latéralement de 6.5km (4 miles), pesant au total 2000 tonnes à une profondeur de 370 mètres. L'opération est compliquée par des vents violents et de hautes vagues, endommageant deux câbles. Une première tentative de mise sous tension est réalisée en décembre 1954, mais le circuit n'est entré en service qu'un an plus tard, en novembre 1955; il s'agit d'une réalisation unique au monde, un câble est en réserve et deux câbles supplémentaires devaient être installés pour les barrages projetés. Le réseau est connecté à la Compagnie de Pouvoir du Bas-Saint-Laurent. Les câbles  d'une longueur de 55 km amenèrent l'électricité sur la région de la Gaspésie et au sud jusqu'à Levis. Lors des études du projet de liaison électrique France-Angleterre; il est mentionné que sur le continent américain, des liaisons semblables existent: Puget Sound (États-Unis) 12 km. en 25 kV (1951), Mississippi à St-Louis 600 m. en 33 kV (1951), fleuve Saint-Laurent (Canada) 51 km. en 69 kV (non achevé), en 1951 mais connecté en 1954.

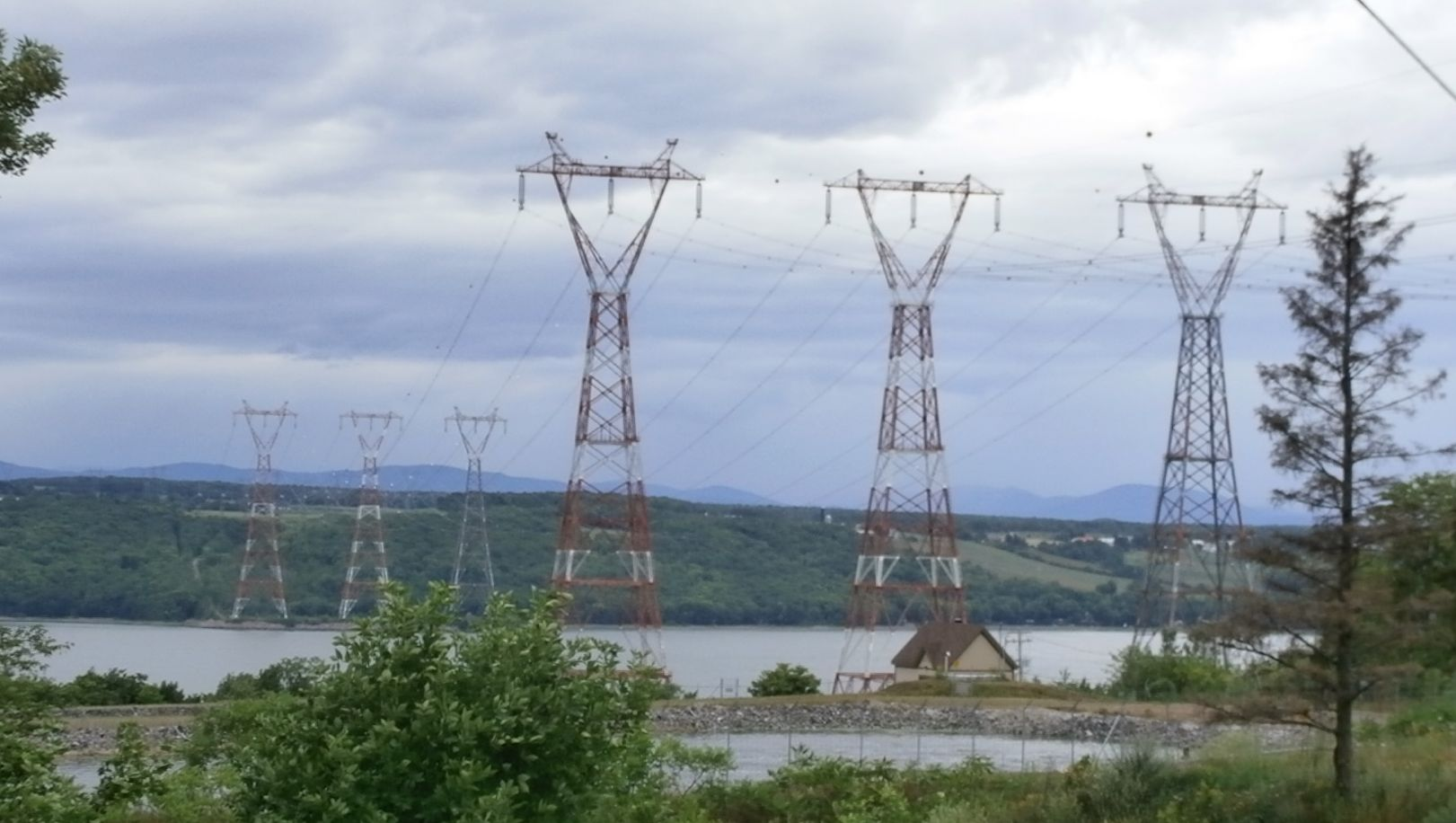
Trois des pylônes de 175 mètres de hauteur portant des lignes de 735 kV qui traversent le fleuve Saint-Laurent à Lévis près de Québec alimentant la rive sud.

 Mais quatre ans plus tard, des infiltrations d'eau dans la gaine de plomb provoquées par l'action des glaces et la corrosion provoquent des pannes répétées; ce qui conduit éventuellement l'entreprise à désaffecter la ligne en 1962. Hydro-Québec abandonne le projet et construit à la place une centrale thermique au gaz de 38.7 MW, soit 6 groupes de 6 MW en attendant la construction d'une ligne de 230 kV entre Lévis et Les Boules, un projet de 30 millions de dollars, qui sera construit en 1962 et 1963. Le 4 juillet 2002, le village a été intégré à la municipalité de Métis-sur-Mer.

## Tourisme
À l'est du village, il y a une chute. De plus, une plage est présente le long du fleuve Saint-Laurent sur le territoire des Boules et de Métis-sur-Mer. Plusieurs activités nautiques sont pratiquées sur le fleuve Saint-Laurent.

### Sources en ligne
- Commission de toponymie du Québec
- Statistiques Canada